# Орден Звезды Синая
Орден Звезды Синая (араб. وسام نجمة سيناء‎) — высшая военная награда республики Египет. Был учреждён в 1972 году для награждения военнослужащим Египта, проявивших исключительную храбрость и бесстрашие в бою с противником в ходе боевых действий.

## Учреждение
Орден был учрежден в 1972 году, став высшей военной наградой Египта. Им награждаются офицеры, унтер-офицеры и рядовые вооруженных сил Египта за исключительно храбрые и бесстрашные. Статус ордена был изменён 17 февраля 1974 года.
Орден имеет две степени:
- I класс
- II класс

## Описание награды
На ленте три горизонтальные полосы красного, белого и черного с национального флага Египта. К ленте награды 1 класса также крепится орёл с герба Египта.

## Известные награждённые
- Хосни Мубарак
- Ахмед Хамди
- Саад аль-Шазли[5]